# روس ۶۱۴
روس ۶۱۴ یک ستاره است که در صورت فلکی تک‌شاخ قرار دارد.